# Halli-Hallo
Halli-Hallo is een single van Freddy Breck. Het is niet afkomstig van een regulier album van hem. Breck had tien singles die de Nederlandse hitparades (Top30) haalden, dit was zijn vierde (zeven in de Top40, ook zijn vierde). Breck is opgetogen over zijn leuke vriendin, die zo goed bij hem past (Halli hallo. Halli hallo.
Ich bin ja so glücklich dich wiederzusehn.). In de 70 jaren verschenen schlagers nog weleens in de Nederlandse hitparades, doch op een gegeven moment verdwenen ze geheel van het toneel. Ook het bekende Schlagerfestival dat op de televisie te zien was, verdween in die jaren van de buis. Dat schlagers populair waren bleek uit de vorige single Rote Rosen, die in 1973 twee weken lang nummer 1 (top30, vier weken in Top40) stond in Nederland.
Operaliefhebbers zullen het lied herkennen; het is geschreven op de melodie van de ouverture van Rossinis La gazza ladra; ook liefhebbers van Marillion zullen het herkennen, zij gebruikt het vaak als intro bij hun concerten.
De B-kant heeft ook een nietszeggende titel: Aloa oe.

## Hitnoteringen

### Nederlandse Top 40
| Hitnotering: 02-02-1974 t/m 09-02-1974 | Hitnotering: 02-02-1974 t/m 09-02-1974 | Hitnotering: 02-02-1974 t/m 09-02-1974 | Hitnotering: 02-02-1974 t/m 09-02-1974 | Hitnotering: 02-02-1974 t/m 09-02-1974 | Hitnotering: 02-02-1974 t/m 09-02-1974 | Hitnotering: 02-02-1974 t/m 09-02-1974 | Hitnotering: 02-02-1974 t/m 09-02-1974 |
| Week:                                  | 1                                      | 2                                      | 3                                      | 4                                      | 5                                      | 6                                      |                                        |
| -------------------------------------- | -------------------------------------- | -------------------------------------- | -------------------------------------- | -------------------------------------- | -------------------------------------- | -------------------------------------- | -------------------------------------- |
| Positie:                               | 26                                     | 17                                     | 14                                     | 13                                     | 23                                     | 34                                     | uit                                    |

### NederlandseSingle Top 100
| Hitnotering: 26-01-1974 t/m 23-02-1974 | Hitnotering: 26-01-1974 t/m 23-02-1974 | Hitnotering: 26-01-1974 t/m 23-02-1974 | Hitnotering: 26-01-1974 t/m 23-02-1974 | Hitnotering: 26-01-1974 t/m 23-02-1974 | Hitnotering: 26-01-1974 t/m 23-02-1974 | Hitnotering: 26-01-1974 t/m 23-02-1974 |
| Week:                                  | 1                                      | 2                                      | 3                                      | 4                                      | 5                                      |                                        |
| -------------------------------------- | -------------------------------------- | -------------------------------------- | -------------------------------------- | -------------------------------------- | -------------------------------------- | -------------------------------------- |
| Positie:                               | 26                                     | 21                                     | 18                                     | 15                                     | 18                                     | uit                                    |

### VlaamseRadio 2 Top 30
| Hitnotering: (Week 1 t/m 5) 26-01-1974 t/m 23-02-1974 Hitnotering (Week 6 t/m 7) 09-03-1974 t/m 16-03-1974 | Hitnotering: (Week 1 t/m 5) 26-01-1974 t/m 23-02-1974 Hitnotering (Week 6 t/m 7) 09-03-1974 t/m 16-03-1974 | Hitnotering: (Week 1 t/m 5) 26-01-1974 t/m 23-02-1974 Hitnotering (Week 6 t/m 7) 09-03-1974 t/m 16-03-1974 | Hitnotering: (Week 1 t/m 5) 26-01-1974 t/m 23-02-1974 Hitnotering (Week 6 t/m 7) 09-03-1974 t/m 16-03-1974 | Hitnotering: (Week 1 t/m 5) 26-01-1974 t/m 23-02-1974 Hitnotering (Week 6 t/m 7) 09-03-1974 t/m 16-03-1974 | Hitnotering: (Week 1 t/m 5) 26-01-1974 t/m 23-02-1974 Hitnotering (Week 6 t/m 7) 09-03-1974 t/m 16-03-1974 | Hitnotering: (Week 1 t/m 5) 26-01-1974 t/m 23-02-1974 Hitnotering (Week 6 t/m 7) 09-03-1974 t/m 16-03-1974 | Hitnotering: (Week 1 t/m 5) 26-01-1974 t/m 23-02-1974 Hitnotering (Week 6 t/m 7) 09-03-1974 t/m 16-03-1974 | Hitnotering: (Week 1 t/m 5) 26-01-1974 t/m 23-02-1974 Hitnotering (Week 6 t/m 7) 09-03-1974 t/m 16-03-1974 | Hitnotering: (Week 1 t/m 5) 26-01-1974 t/m 23-02-1974 Hitnotering (Week 6 t/m 7) 09-03-1974 t/m 16-03-1974 |
| Week: | 1 | 2 | 3 | 4 | 5 | | 6 | 7 | |
| --- | --- | --- | --- | --- | --- | --- | --- | --- | --- |
| Positie:                                                                                                   | 28 | 15 | 21 | 20 | 18 | uit | 26 | 23 | uit |